# Kenmerk (actualiteitenrubriek)
Kenmerk was een Nederlandse tv- actualiteitenrubriek van de IKOR/CVK (later IKON) en KRO/RKK, die van 1963 tot 1997 werd uitgezonden. KRO/RKK stapte in 1994 uit het programma.
Het was een normale actualiteitenrubriek, maar wel met nadruk één met een 'kerkelijke' grondslag met aan diverse kerkgenootschappen gelieerde, veelal maatschappelijke en sociale, onderwerpen. Direct al kreeg Kenmerk de reputatie van een linksgeoriënteerde rubriek met oog voor derdewereldlanden en politiek instabiele landen.
Het programma werd gepresenteerd door onder meer Dore Smit, Wil van Neerven, Wim Neijman, Leonie van Bladel, Sven Kockelmann en Ilona Hofstra.
Een zwarte bladzijde uit de geschiedenis van het programma was de moord op vier journalisten die in 1982 tijdens hun werk in El Salvador hun werk met de dood moesten bekopen. Bij de IKON hangt een gedenksteen voor de journalisten/camera- en geluidsmensen Koos Koster, Jan Kuiper, Hans ter Laag en Joop Willemsen.